# Perasia jaliscana
Perasia jaliscana là một loài bướm đêm trong họ Noctuidae.